# Halbe

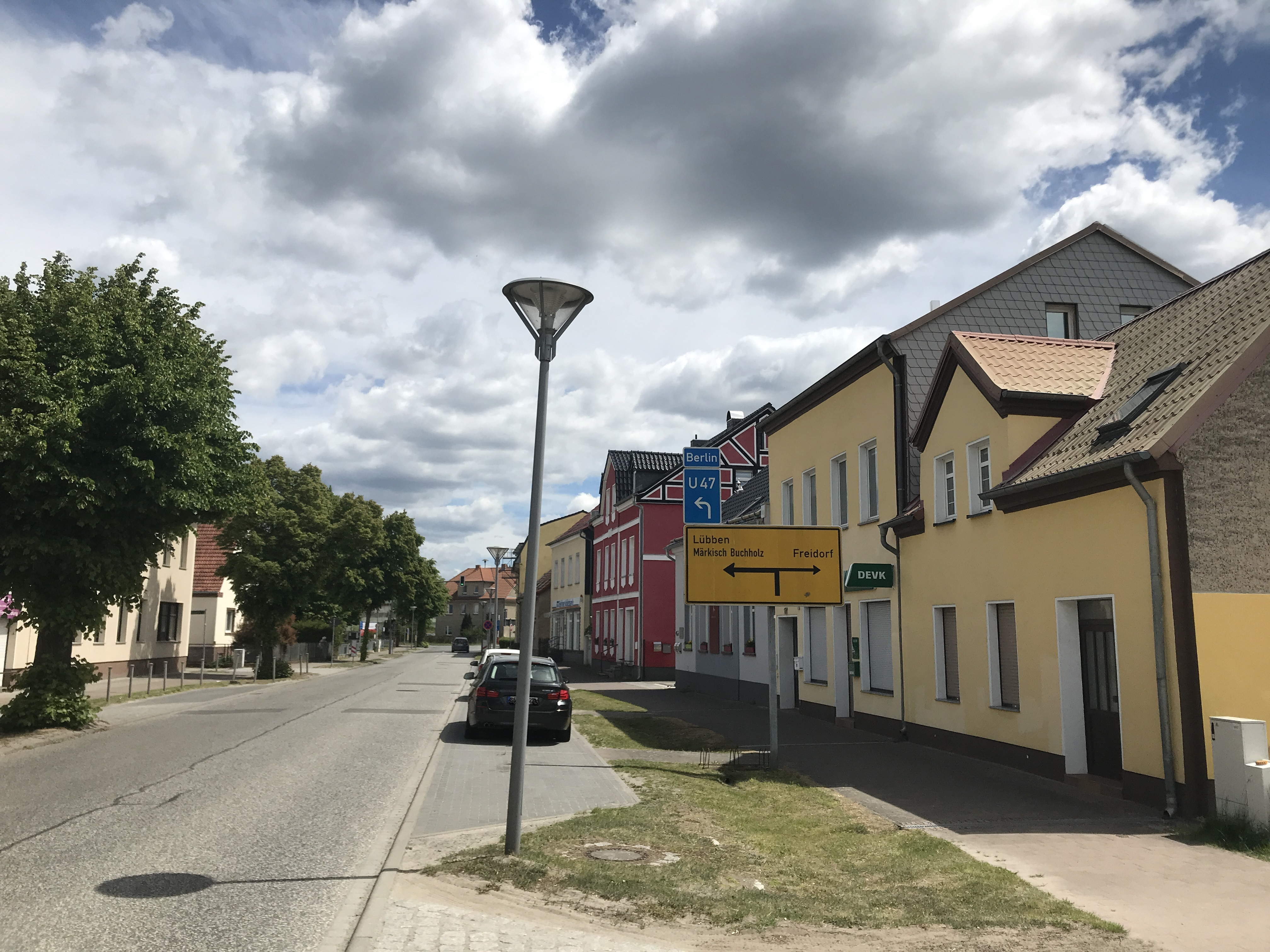
Teupitzer Straße in Halbe

Halbe ist eine Gemeinde im Landkreis Dahme-Spreewald in Brandenburg. Sie wird vom Amt Schenkenländchen verwaltet.

## Geografie
Der Ort liegt im weiteren Einzugsbereich der Dahme.
Nachbargemeinden
Halbe grenzt an die Städte Teupitz, Märkisch Buchholz und Baruth/Mark sowie die Gemeinden Groß Köris, Krausnick-Groß Wasserburg und Rietzneuendorf-Staakow.

## Gemeindegliederung
Die Gemeinde Halbe gliedert sich in die folgenden Ortsteile, bewohnten Gemeindeteile und Wohnplätze:
- Briesen mit den Gemeindeteilen Brand und Staakmühle sowie dem Wohnplatz Forsthaus Hammelstall
- Freidorf mit dem Gemeindeteil Massow sowie dem Wohnplatz Forsthaus Semmelei
- Oderin

Zum ortsteilfreien Kerngebiet von Halbe gehört der Gemeindeteil Teurow. Des Weiteren liegen die Wüstungen Kleine Mühle und Replinchen im Gemeindegebiet.

## Geschichte

### 16. und 17. Jahrhundert
Halbe wurde erstmals am 22. Juli 1546 in einem Lehnsbrief des Kurfürsten an derer von Landsberg erwähnt. Diese märkische und Lausitzer Adelsfamilie hatte ihren Sitz in einer Burg im benachbarten Teupitz und betrieb von dort aus die Christianisierung des Umlandes. Im Jahr 1624 gab es im Ort 16 Hufnerhöfe, fünf Kötterhöfe sowie einen Hirten und einen Pachtschäfer. Die Gemarkung war 16 Hufen groß. Der Dreißigjährige Krieg forderte auch in Halbe erhebliche Opfer. 1652 lebten lediglich noch zwei Bauern und zwei Kötter im Dorf.

### 18. Jahrhundert
Im Jahr 1700 hatte sich Halbe erholt. Die Statistik berichtete vom Dorf und einem neu entstandenen Vorwerk Halbe, in der es auch eine Schäferei gab. Dem Besitzer des Vorwerk war es von der Herrschaft Buchholz gestattet worden, bis zu 30 Kühe, 18 Ochsen und Jungvieh zu halten. Die Acker und Wiesen waren dabei offenbar ehemalige Bauerngüter, die „noch meistens bewachsen“ gewesen waren. Außerdem gab es im Vorwerk eine Ziegelscheune sowie einen Weinberg. Im Dorf waren drei Stellen wieder mit „Untertanen“ besetzt, dazu kam ein Hirte. 1711 gab es im Dorf drei Giebel (=Wohnhäuser), die möglicherweise auch Kötterhöfe waren. Dazu kamen ein Hirte, ein Schäfer, ein Knecht und drei Paar Hausleute. Sie zahlten den Schenken von Landsberg für die 16 Hufen jeweils vier Groschen Abgaben. 1716 berichtete die Statistik lediglich vom Dorf mit Vorwerk, dazu die Ziegelscheune und der Weinberg. 1745 gab es wieder zwei Bauernhöfe. Dazu kamen fünf Kötter, die bereits erwähnte Ziegelscheune sowie außerhalb des Dorfes ein Familienhaus. 1749 wurde der Ortsteil Briesen, der sich bis dahin im Besitz derer von Stutterheim befand, an Joachim Seyfried von Schlieben aus dem Adelsgeschlecht derer von Schlieben auf Oderin verkauft. Um 1750 errichtete Hans Ernst von Schlieben in Briesen ein Herrenhaus. Im Jahr 1771 hatte sich die Gebäudezahl auf sechs Giebel erhöht. Es gab einen Hirten, während die Abgaben mit vier Groschen für 16 Hufen gleich geblieben waren.

### 19. Jahrhundert

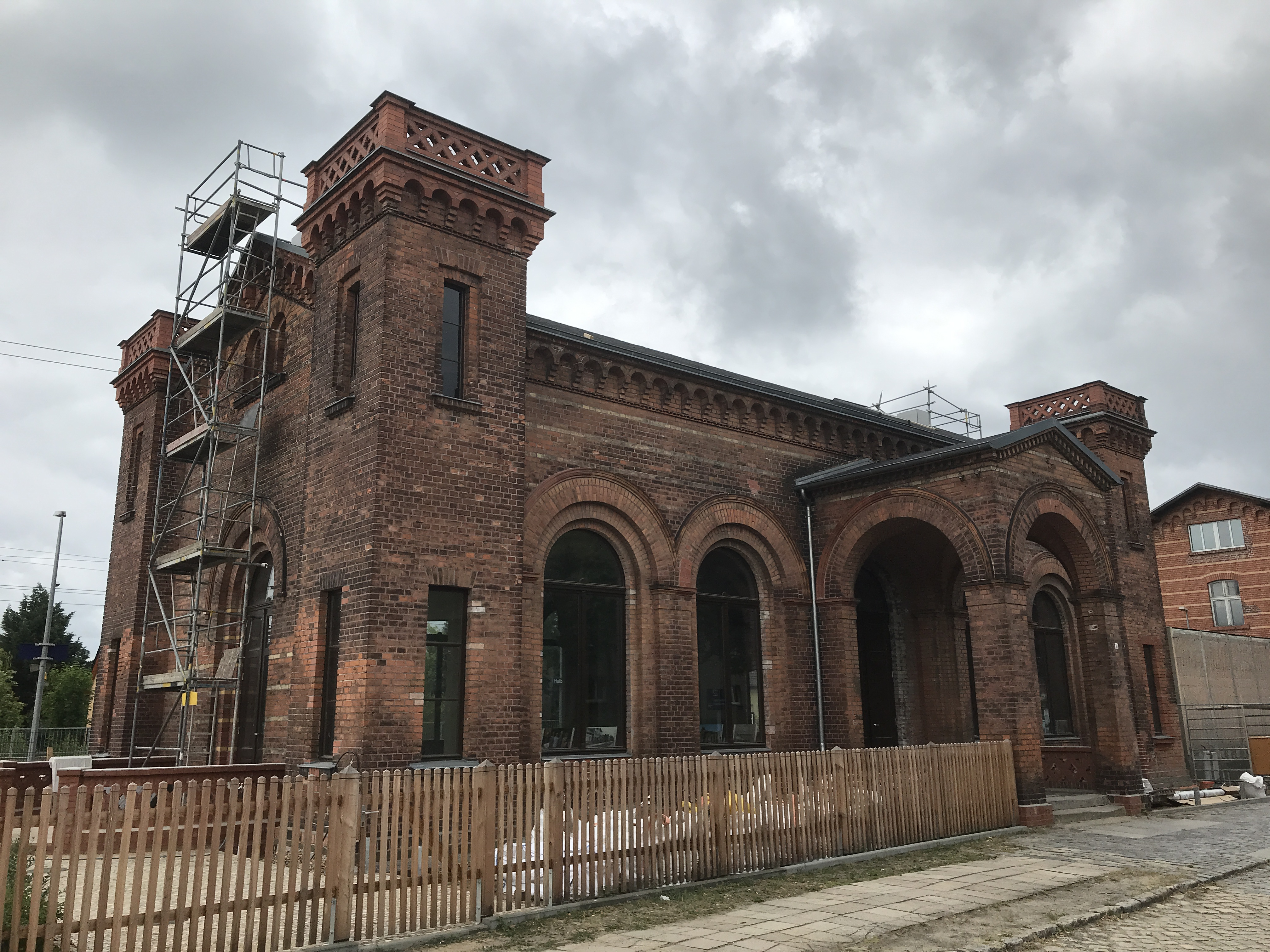
Kaiserbahnhof Halbe

Im Jahr 1801 gab es sechs Bauernhöfe, vier Büdner, acht Einlieger, einen Krug und eine Ziegelei; es gab 19 Feuerstellen (=Haushalte). 1822 wurde in Briesen eine Freischule eingerichtet, die sich aus einer 1817 erfolgten Stiftung der Dichterin Wilhelmine von Schlieben finanzierte. Halbe gehörte seit 1836 zum Kreis Teltow in der Provinz Brandenburg. 1840 bestanden in Halbe 26 Wohnhäuser. Um 1850 wurde in Brand eine unvollständig erhaltene Bronzefibel aus dem 3. Jahrhundert n. Chr. gefunden. Halbe entwickelte sich weiter. 1858 gab es 17 Hofeigentümer mit 20 Knechten und Mägden. Hinzu kamen zehn nebengewerbliche Landwirte und 28 Arbeiter. Es gab 38 Besitzungen. Elf von ihnen kamen zusammen auf 755 Morgen und waren zwischen 30 und 300 Morgen groß. 13 weitere waren zwischen fünf und 30 Morgen groß (zusammen 209), 14 waren kleiner als fünf Morgen (zusammen 89 Morgen). Mittlerweile hatten sich in Halbe zahlreiche Gewerke angesiedelt. Es gab einen Schneidermeister, einen Stellmachermeister, zwei Schuhmachermeister, einen Maurergesellen, einen Großschmiedemeister und einen Viktualienhändler – allerdings auch zwölf Arme. 1860 gab es in Halbe zwei öffentliche, 28 Wohn- und 49 Wirtschaftsgebäude. 1866 erhielt Brand eine Bahnstation an der Berlin-Görlitzer Bahn, in den Folgejahren auch die Orte Halbe und Oderin. In der Region entstanden in der Mitte des 19. Jahrhunderts mehrere Ziegeleien und Holz verarbeitende Betriebe, die Baumaterial unter anderem über die neue Bahnstrecke ins stark wachsende Berlin lieferten.

### 20. Jahrhundert
Im Jahr 1900 gab es in Halbe 85 Häuser. Innerhalb von 35 Jahren verdreifachte sich die Bevölkerung in Halbe: Wohnten 1875 nur 426 Einwohner in dem Ort, waren es 1910 bereits 1221. Hinzu kamen bis zu 800 Saisonarbeiter. In dieser Zeit errichteten die Einwohner eine Vielzahl neuer Gebäude, darunter auch Geschäfte in der Lindenstraße, beispielsweise das Kaufhaus von Moritz Paul und Karl Richter, die Bier-Großhandlung und Mineralwasserfabrik von Gustav Bährens oder die Möbel-Manufaktor Fritz Breitenbach. 1910 übernahm Fritz Paul Jentz, Inhaber des Metropol-Theaters in Berlin, das Rittergut Briesen. 1910 bis 1913 wurde in Briesen das neue Schloss errichtet und der Park von der Gartenbaufirma Späth aus Berlin angelegt. Mit Hilfe von russischen Kriegsgefangenen aus dem Ersten Weltkrieg entstand eine befestigte Straße von Halbe nach Teurow, die zu einem späteren Zeitpunkt in Kirchstraße umbenannt wurde. Nach dem Ende des Ersten Weltkrieges florierte der Ausflugsverkehr auch nach Halbe; es entstanden Kleingärten und Siedlungsgrundstücke.
1919 erwarb eine israelitische Gartenbauschule aus der Konkursmasse der Halber Dampfziegel AG 75 Morgen Ziegeleigelände nebst einem Verwaltungsgebäude. Gelände und Gebäude bildeten den Grundstock für die Gründung einer von der Idee der Berufsumschichtung getragenen jüdischen Siedlungsgenossenschaft. Das Projekt, zu dem neben dem landwirtschaftlichen und gärtnerischen Betrieb auch ein Waisenhaus gehörte, scheiterte Mitte der 1920er Jahre und wurde 1926 eingestellt. Das große Gelände wurde an den ortsansässigen jüdischen Ziegeleiunternehmer Martin Rothmann verkauft, das Mobiliar an die Ortsbevölkerung.
1924 wurde in Briesen die große Remise mit einer den dorischen Tempeln nachempfundenen Fassade erbaut. Die Anzahl der Gebäude stieg auf 140 Wohnhäuser im Jahr 1931. Im Jahr 1939 gab es in Halbe lediglich noch zwei große landwirtschaftliche Betriebe, die zwischen 20 und 100 Hektar groß waren. Hinzu kamen vier Betriebe mit einer Größe zwischen zehn und 20 Hektar sowie neun Betriebe zwischen fünf und zehn Hektar. Weiteren 68 Betrieben standen lediglich 0,5 bis fünf Hektar zur Verfügung. Einer der größeren Betriebe war das 1934/35 von Friedrich Perlstein gegründete Landwerk Halbe, ein Hachschara-Zentrum, in dem um die 60 Menschen eine landwirtschaftliche, gärtnerische oder hauswirtschaftliche Ausbildung erhielten. Während der Novemberpogrome 1938 wurden die Gebäude des Landwerks von SS-Truppen gestürmt und verwüstet. Die Bewohner mussten Halbe sofort verlassen. Friedrich Perlstein, der eingetragene Besitzer des Landwerks wurde gezwungen, das Anwesen zu verkaufen – es ging an den regimetreuen Chemiefabrikanten Friedrich O. Loch. Das einstige Ausbildungswerk fiel 1945 den russischen Panzern zum Opfer.
1945 im letzten Kriegsjahr des Zweiten Weltkrieges erlitt die Wehrmacht im Raum von Halbe und Märkisch-Buchholz eine ihrer letzten großen Niederlagen. Bei der unter Kessel von Halbe bekanntgewordenen Schlacht kamen gegen Kriegsende geschätzte 60.000 Menschen ums Leben. Ein großer Teil davon wurde auf dem Waldfriedhof Halbe begraben.
1945 wurden 47 Hektar Staatsforst enteignet und aufgeteilt. Vier kleine Bauern erhielten in Summe vier Hektar, 18 Betriebe erhielten 35 Hektar und ein Betrieb acht Hektar. Von 1945 bis 1948 war das Schloss Sitz der sowjetischen Kommandantur, von 1948 bis 1951 Kreisparteischule der SED und dann bis 1991 Schule. Nach Jahren des Leerstands begann 1996 die Rekonstruktion von Schloss und Schlossparkanlage. Halbe kam ab 1952 zum Kreis Königs Wusterhausen im DDR-Bezirk Potsdam. 1953 gründete sich eine LPG vom Typ I, die 1957 neu gegründet wurde und 1959 in einen Typ III umgewandelt wurde. Sie hatte sechs Mitglieder und bewirtschaftete 19 Hektar landwirtschaftliche Nutzfläche. Im Jahr 1955 entstand das VEB Holzbearbeitungswerk mit 101 Beschäftigten als größter Arbeitgeber im Ort. Die LPG vergrößerte sich und hatte 1960 bereits 22 Mitglieder bei 79 Hektar Fläche. Es gab weiterhin eine LPG Typ I mit 18 Mitgliedern und 79 Hektar Fläche, die sich 1968 mit der LPG in Löpten und der LPG Groß Köris zur LPG Löpten-Halbe-Groß Köris zusammenschlossen. 1973 entstand das VEB Holzkombinat des Kreises Königs Wusterhausen mit dem Werk Halbe. Daneben gab es den Betriebsteil Halbe Möbel und das Schnittholzwerk Halbe des VEB Möbelkombinats neuzera, Betrieb Zernsdorf. Es entstanden die PGH Aufbau, Friseurhandwerk und die LPG Löpten mit dem Betriebsteil Halbe sowie die Oberförsterei Dahmetal Halbe. Am 1. Januar 1974 wurde Teurow eingemeindet.
Seit 1993 liegt die Gemeinde im brandenburgischen Landkreis Dahme-Spreewald. Bei der brandenburgischen Gemeindereform 2003 wurden Briesen, Freidorf und Oderin am 26. Oktober 2003 eingemeindet.

## Bevölkerungsentwicklung
| Jahr | Einwohner |
| ---- | --------- |
| 1875 | 0 426     |
| 1890 | 0 596     |
| 1910 | 1.221     |
| 1925 | 1.105     |
| 1933 | 1.122     |
| 1939 | 1.229     |

| Jahr | Einwohner |
| ---- | --------- |
| 1946 | 1.202     |
| 1950 | 1.273     |
| 1964 | 1.208     |
| 1971 | 1.207     |
| 1981 | 1.350     |
| 1985 | 1.348     |

| Jahr | Einwohner |
| ---- | --------- |
| 1990 | 1.291     |
| 1995 | 1.309     |
| 2000 | 1.508     |
| 2005 | 2.232     |
| 2010 | 2.141     |
| 2015 | 2.615     |

| Jahr | Einwohner |
| ---- | --------- |
| 2020 | 2.415     |
| 2021 | 2.440     |
| 2022 | 2.508     |
| 2023 | 2.549     |
| 2024 | 2.504     |

Gebietsstand des jeweiligen Jahres, Einwohnerzahl: Stand 31. Dezember (ab 1991), ab 2011 auf Basis des Zensus 2011, ab 2022 auf Basis des Zensus 2022

## Politik

### Gemeindevertretung
Die Gemeindevertretung von Halbe besteht aus zwölf Gemeindevertretern und dem ehrenamtlichen Bürgermeister. Die Kommunalwahl am 9. Juni 2024 führte bei einer Wahlbeteiligung von 70,4 % zu folgendem Ergebnis:
| Partei / Wählergruppe             | Stimmenanteil | Sitze |
| --------------------------------- | ------------- | ----- |
| AfD                               | 26,1 %        | 3     |
| Bürgerbündnis Halbe               | 17,2 %        | 2     |
| Initiative Zukunft Gemeinde       | 16,9 %        | 2     |
| Wir für hier                      | 13,8 %        | 2     |
| BVB/Freie Wähler-Schenkenländchen | 11,4 %        | 1     |
| Gemeinsam für Halbe               | 10,1 %        | 1     |
| Einzelbewerber Holger Schulz      | 04,4 %        | 1     |

### Bürgermeister
- 1998–2024: Ralf Kunze (Bürgerbündnis Halbe)[12]
- seit 2024: Sandro Kracht (BVB/Freie Wähler)

Kracht wurde bei der Bürgermeisterwahl am 9. Juni 2024 mit 52,1 % der gültigen Stimmen für eine Amtszeit von fünf Jahren gewählt.

### Wappen
Das Wappen wurde am 26. August 2003 genehmigt.
Blasonierung: „In Gold ein schräglinker blauer Wellenbalken, begleitet oben von einem schwarz-bordierten silbernen Kreuz und unten von fünf grünen Lindenblättern (3:2).“

## Sehenswürdigkeiten

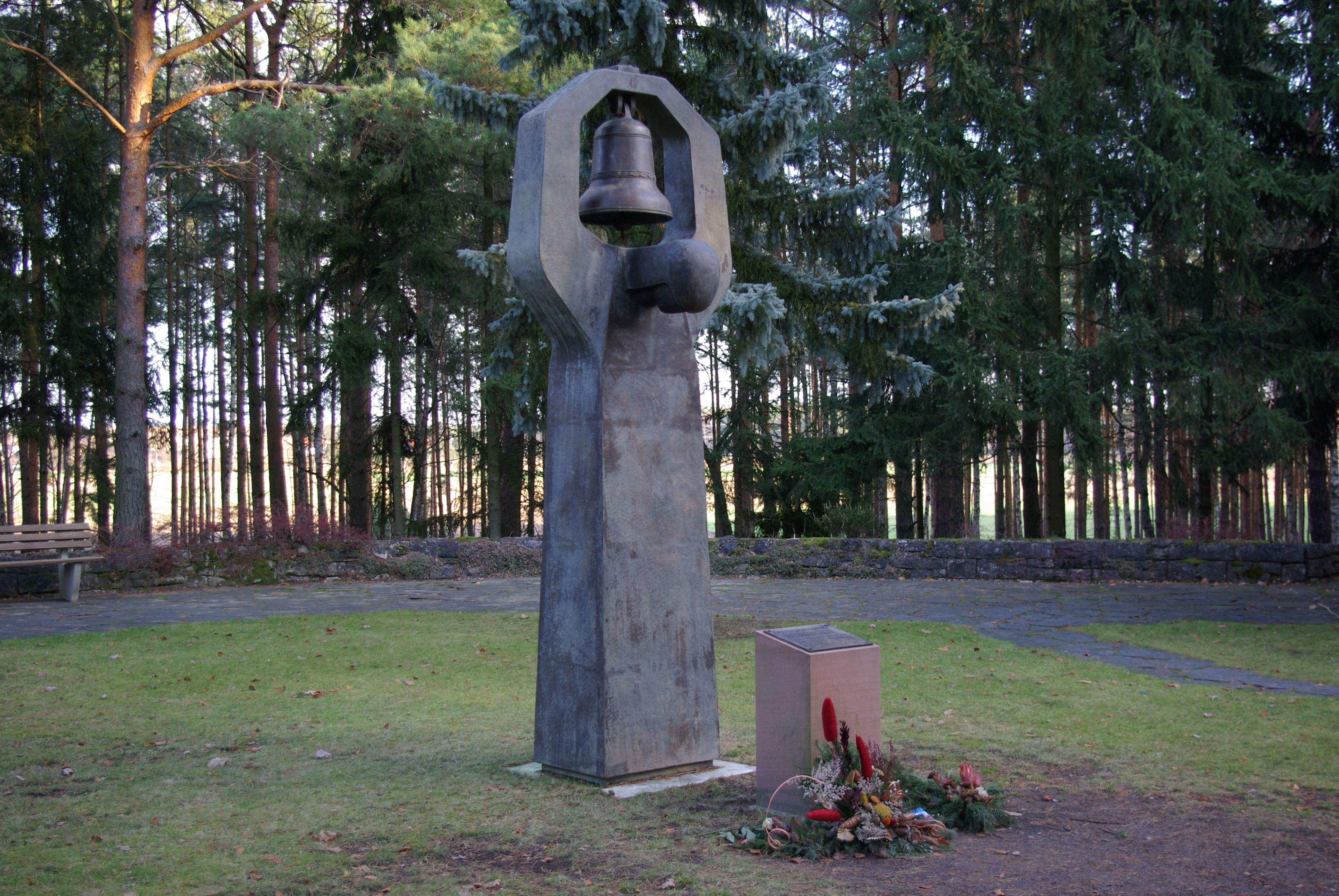
Glockenplastik auf dem Waldfriedhof

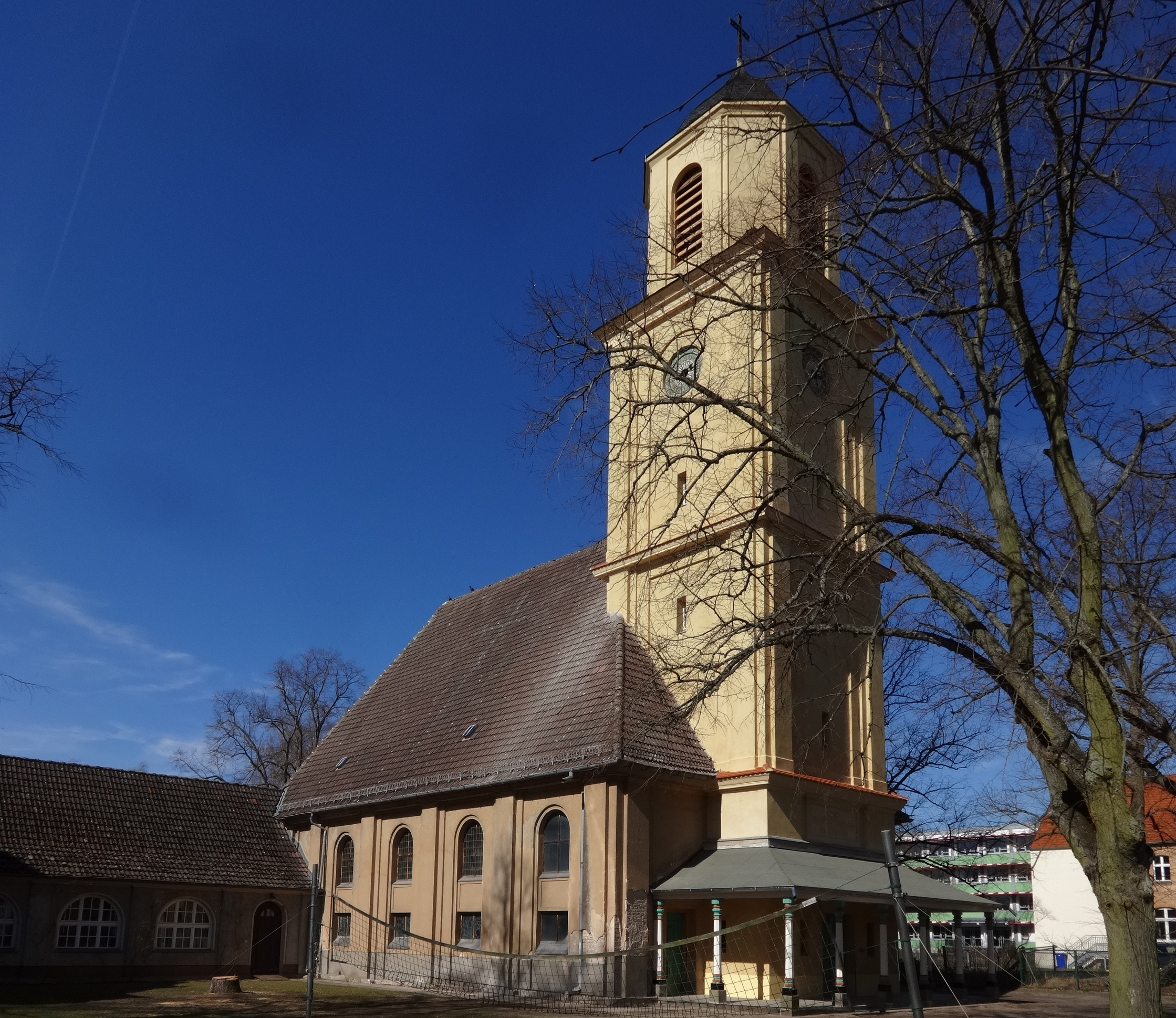
Dankeskirche

Siehe: Liste der Baudenkmale in Halbe und Liste der Bodendenkmale in Halbe mit den in der Denkmalliste des Landes Brandenburg eingetragenen Kulturdenkmalen.
- Waldfriedhof Halbe, hier sind etwa 24.000 Opfer des Kessels von Halbe und 4.620 namentlich bekannte Opfer des sowjetischen Speziallagers Ketschendorf von 1945 bis 1947 begraben.[16]
- Evangelische Dankeskirche, erbaut 1913–1914 von Curt Steinberg. 2015 wurde der Turm der Kirche mit Hilfe von Spendengeldern restauriert.[17]
- Kaiserbahnhof Halbe, 1865 von August Orth erbautes Bahnhofsgebäude für den preußischen König und späteren deutschen Kaiser[18]
- Esperanto-Bahnhof (in Esperanto: Esperanto-Stacio), Schulungszentrum der Esperanto-Bewegung im denkmalgeschützten Empfangsgebäude des Bahnhofs von Halbe (in Esperanto: Halbo)[19]
- Dorfkirche Oderin, entstand im Jahr 1894 vermutlich auf den Überresten eines Vorgängerbaus aus dem 17. Jahrhundert. Der streng gegliederte, neugotische Ziegelbau besitzt einen aufwendig gearbeiteten Westturm mit einer polygonalen Apsis.
- Schloss in Briesen
- Tropical Islands in Brand mit der größten freitragenden Halle der Welt auf dem Gelände des ehemaligen Flugplatzes Brand
- Naturschutzgebiet Replinchener See

Regelmäßige Veranstaltungen
Seit 1989 finden am Volkstrauertag und seit geraumer Zeit auch am Jahresanfang neonazistische Trauermärsche zum „Heldengedenken“ in Halbe statt. Als Gegendemonstration hat ein von der Landesregierung unterstütztes Aktionsbündnis gegen Gewalt, Rechtsextremismus und Fremdenfeindlichkeit 2006 einen „Tag der Demokraten“ ins Leben gerufen.

## Verkehr
Halbe liegt an der Landesstraße L 74 zwischen Teupitz und Märkisch Buchholz. Die Anschlussstelle Teupitz der A 13 ist etwa 4 km entfernt.
Die Stationen Halbe, Oderin und Brand Tropical Islands an der Bahnstrecke Berlin–Görlitz werden durch die Regional-Expresslinie RE 7 (Dessau–Berlin–Senftenberg) bedient, Brand Tropical Islands zusätzlich durch die Regional-Expresslinie RE 2 (Wismar–Berlin–Cottbus).

## Persönlichkeiten
- Wilhelmine Luise Elisabeth von Schlieben (1765–1852), Lyrikerin, in Briesen geboren
- Hermann Kämper (1824–1877), Ingenieur und Eisenwaren-Fabrikant in Osnabrück
- Ernst Teichmann (1906–1983), Pfarrer in Halbe, Verantwortlicher für das Anlegen des Waldfriedhofs
- Marlies Lilge (1945–1983), Malerin und Grafikerin, in Halbe geboren